# Oxia Dorsum
L'Oxia Dorsum è una struttura geologica della superficie di Marte.